# Schwarzenborn (Knüll)
Pour les articles homonymes, voir Schwarzenborn.
Schwarzenborn est une ville allemande située dans l'arrondissement de Schwalm-Eder et dans le land de la Hesse. Elle se trouve à 13,5 km de Homberg (Efze).